# A Taste of Honey
A Taste of Honey je disco/pop a R&B kapela jednoho hitu. Mezi jejich největší hit patří minimalistický disco song "Boogie Oogie Oogie" z roku 1978, jenž se umístil na #1 příčce Billboard Pop, Club, Disco a R&B hitparád. Tato kapela byla založená v roce 1971. Kapelu tvoří Janice Marie Johnsonová, Hazel Payneová, Perry Kibble a Donald Ray Johnson.

## Diskografie

### Alba
| Rok  | Album                  | Black Albums | Pop Albums |
| ---- | ---------------------- | ------------ | ---------- |
| 1978 | A Taste of Honey       | #2           | #6         |
| 1979 | Another Taste          | #26          | #59        |
| 1980 | Twice As Sweet         | #12          | #36        |
| 1982 | Ladies of the Eighties | #14          | #73        |